# خالد إدريس
خالد إدريس، لاعب كرة قدم كويتي سابق. لعب مع نادي الفحيحيل، حصل على لقب هداف كأس الأمير 1975/1976.